# Goffredo di Charny
Goffredo di Charny, noto anche come Geoffroy o Geoffroi de Charny (1305 circa – 19 settembre 1356), è stato un cavaliere medievale e scrittore francese.
Autore di un libro sulla cavalleria e di altri scritti, era uno dei più valorosi cavalieri del suo tempo. Fu il primo proprietario conosciuto della Sindone di Torino.

## Biografia
Goffredo era figlio di Giovanni (Jean) di Charny e Margherita di Joinville, figlia di Jean de Joinville, amico e biografo del re di Francia Luigi IX di Francia. Nacque probabilmente intorno al 1305, ma poco o nulla si sa della sua giovinezza.
Goffredo abbracciò la carriera militare ed è attestata la sua partecipazione a diverse battaglie a partire dal 1337. Il 30 settembre 1342 fu catturato dagli inglesi a Morlaix, ma riuscì presto a fuggire; entro la fine dello stesso anno era di nuovo in libertà e comandava la retroguardia del duca di Normandia, il futuro re Giovanni II il Buono. Nel giugno del 1346 combatté a Smirne in una spedizione militare contro i Turchi. Nell'agosto dello stesso anno era di nuovo in Francia: il 2 agosto fu ordinato cavaliere durante l'assedio di Aiguillon. Negli anni successivi la carriera di Goffredo raggiunse i massimi livelli: divenne membro del Consiglio del Regno e porta-orifiamma (portatore dello stendardo reale). Quest'ultimo incarico attesta che egli era considerato uno dei più valorosi cavalieri di Francia.
Alcuni anni dopo la conquista inglese di Calais Goffredo cercò di corrompere un componente della guarnigione cittadina, per farsi aprire le porte della città; la cosa non andò a buon fine, forse per un tradimento forse per una fuga di notizie, e i francesi caddero in un'imboscata: nella notte fra il 31 dicembre 1349 e il 1º gennaio 1350 Goffredo fu catturato all'ingresso in città; dopo un anno e mezzo di prigionia fu liberato dietro pagamento di un riscatto. Fu il re Giovanni il Buono in persona a versare per lui l'ingente somma di 12000 scudi, ulteriore attestazione della stima in cui Goffredo era tenuto. Morì nella battaglia di Poitiers il 19 settembre 1356, difendendo il re con il proprio corpo.
Tra i suoi scritti si contano un Livre de chevalerie (Libro sulla cavalleria) con una versione in versi e una in prosa, e le Demandes pour la Joute, les Tournois et la Guerre (Domande sulla Giostra, i Tornei e la Guerra), delle quali però non ci sono pervenute le risposte.

## La Sindone
Goffredo di Charny è il primo possessore noto della Sindone di Torino. Nel 1353, egli fondò una chiesa a Lirey, adempiendo a un voto da lui pronunciato durante la sua prima prigionia in Inghilterra (o, secondo alcune fonti, la seconda) e fece dono della Sindone ai canonici della chiesa. Non è dato sapere con certezza storica come Goffredo fosse venuto in possesso materiale della Sindone.
Non è sicuro inoltre che Goffredo fosse vivente quando la Sindone venne esposta a Lirey: le più antiche testimonianze di un'ostensione sono il memoriale del vescovo Pietro d'Arcis, redatto nel 1389, che afferma che la Sindone venne esposta "circa 34 anni prima" (quindi nel 1355) e un medaglione votivo ripescato nella Senna nel XIX secolo, sul quale sono riprodotte la Sindone e le armi degli Charny e dei Vergy. Quest'ultimo fatto è interpretato da alcuni come indizio che il proprietario della Sindone non fosse in realtà Goffredo, ma sua moglie Jeanne de Vergy (discendente di Ottone de la Roche). In questo caso l'ostensione potrebbe essere avvenuta verso il 1357, quando Goffredo era già morto.